# Сунжа (Ивановская область)
Сунжа — деревня в Вичугском районе Ивановской области. Входит в состав Сунженского сельского поселения.

## География
Деревня располагается на левобережье одноимённой реки, в её нижнем течении, недалеко от стрелки с Волгой, 19,7 км по прямой к северо-западу от районного центра, города Вичуги. Ближайшие населённые пункты: посёлок Каменка (основная застройка на противоположном берегу Сунжи и отдельный район под названием Прозоровка на том же берегу, ниже по руслу Сунжи — в 1 км к востоку от деревни); деревня Луховец в 0,66 км к западу; деревни Стрелка (в 1,29 км) и Борщёвка (в 1,11 км) на северо-восток.

## История
В 1981 году указом Президиума Верховного Совета РСФСР посёлку кирпичного завода присвоено наименование Сунжа.

## Население
| 2002 | 2010 | 2014 | 2015 | 2016 | 2018 |
| ---- | ---- | ---- | ---- | ---- | ---- |
| 8    | ↘0   | ↗1   | →1   | →1   | →1   |

## Археология
В окрестностях деревни обнаружены курганы, исследовались в 1896 году археологом Ф. Д. Нефедовым — раскопаны восемь насыпей с трупоположениями на горизонте, ориентированными на запад, одно — на север. Были найдены бронзовые височные кольца, лунницы, браслет, ножи. Курганы дообследовались в 1989 году археологом К. И. Комаровым.